# Escaramuza charra
 (juillet 2025).

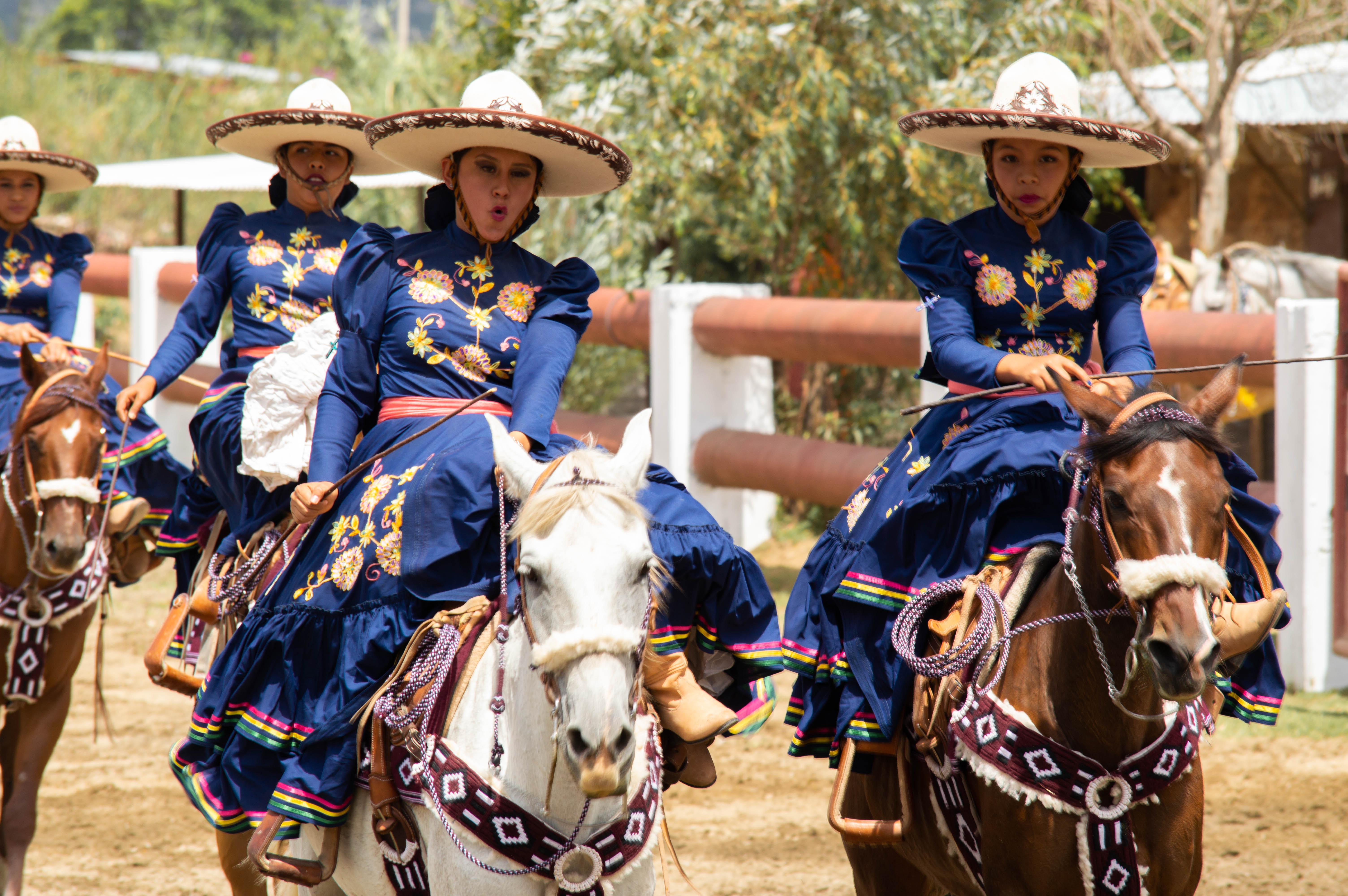
Escaramuza charra à Oaxaca

L'Escaramuza charra est un sport national mexicain et le seul sport équestre féminin de la charrería mexicaine. L'escaramuza signifiant « escarmouche » et consiste en une équipe chevauchant des chevaux et effectuant des manœuvres synchronisées et chorégraphiées au son d'une musique traditionnelle,,. Les femmes montent sur le cheval en amazone et portent des tenues traditionnelles mexicaines comprenant des sombreros, des robes et des accessoires assortis. Une équipe est composée de 16 femmes, mais seules 8 se produisent à la fois. Le sport est pratiqué à dos de cheval dans un « lienzo » ou une arène circulaire.
La saison de l'escaramuza s'étend de février à novembre. Les championnats nationaux américains ont lieu le week-end de la fête du Travail, tandis que les grandes finales se déroulent au Mexique et rassemblent plus de 80 équipes des deux côtés de la frontière.

## Références

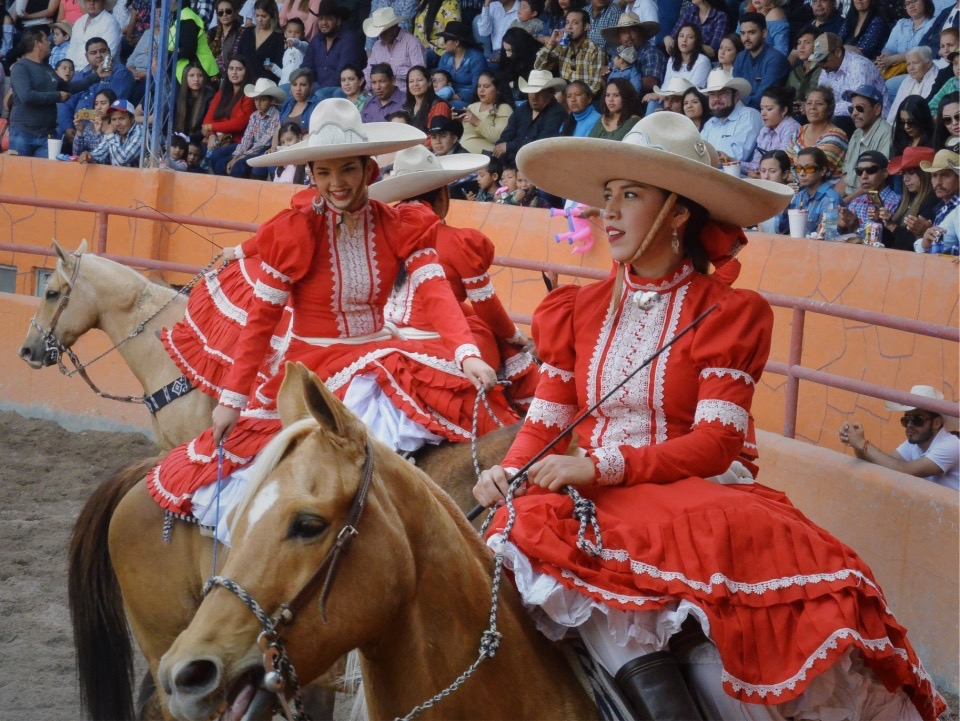
Les équipes après la représentation